# サーフィン・JAPAN
サーフィン・JAPAN（サーフィンジャパン）はMi-Keの7枚目のシングル。

## 解説
- サーフ・ミュージック風の楽曲。タイトルはザ・ビーチボーイズの『サーフィン・U.S.A.』のもじり。
- BMGビクターから発売されたものは現在廃盤となっており、BMGルームスに発売元を替えて販売。
- Mi-Ke本人出演の「とってもゼリー」CM曲。
- ALBUM『太陽の下のサーフィン・JAPAN』，『complete of Mi-Ke at the BEING studio』収録。
- 『Mi-Ke CLIPS』にこの曲のPVが収録されている。
- 振り付けには1960年代に流行したダンス「スイム」が取り入られた。

## 収録曲
1. サーフィン・JAPAN
作詞: 長戸大幸、作曲: 織田哲郎、編曲: 池田大介・Mi-Ke Project
2. チョット・ダウン
作詞・作曲: ケーリン
3. サーフィン・JAPAN（オリジナル・カラオケ）

## タイアップ
- 雪印「とってもゼリー」CMソング

## 参加ミュージシャン
- 池田大介 - キーボード
- 松川敏也 - ギター